# Moritz Mildner
Moritz Mildner   (Trmice, 6 de novembre de 1812 - Praga, 4 de desembre de 1865) fou un violinista txec, compositor i professor de música.
Va estudiar al Conservatori de Praga sota Friedrich Wilhelm Peeksis i el 1828 es va convertir en un dels seus primers graduats. Va tocar el segon violí en el quartet sota la direcció del seu mentor, que va oferir els primers concerts de quartet públic a Praga. Després va ensenyar al Conservatori; entre els seus alumnes, en particular, van ser Florián Zajíc, Ferdinand Laub, Jan Ondříček, Heinrich de Ahna, Antonín Bennewitz i els germans Jan, Vojtech i Bohuslav Hřímalý.